# Kristof Vliegen
Kristof Vliegen (Maaseik, 22 de Junho de 1982) é um ex-tenista profissional belga.
Vliegen é um dos principais tenistas belgas da atualidade, em 2001 começou sua carreira, mas cresceu no ranking a partir de 2006, disputando torneios mais fortes, em 2008 ganhou o challenger polônes de Wroclaw, ele faz parte da equipe bélga da Copa Davis, com Olivier Rochus, Xavier Malisse e Steve Darcis. 

## Conquistas

### Simples
| Legenda (Simples)      |
| Grand Slam (0)         |
| Tennis Masters Cup (0) |
| ATP Masters Series (0) |
| ATP Tour (0)           |
| Challengers (9)        |

| N. | Data             | Torneio               | Piso     | Oponente na Final     | Placar da Final |
| 1. | 19 Agosto 2002   | Geneva, Suíça         | Saibro   | Galo Blanco           | 6–2, 6–2        |
| 2. | 12 Maio 2003     | Zagreb, Croácia       | Saibro   | Ruben Ramirez Hidalgo | 6–1, 4–6, 6–0   |
| 3. | 29 Setembro 2003 | Groningen, Holanda    | Duro (I) | Joachim Johansson     | 6–4, 6–4        |
| 4. | 28 Janeiro 2008  | Wroclaw, Poland       | Duro (I) | Jurgen Melzer         | 6–4, 3–6, 6–3   |
| 5. | 18 Agosto 2008   | Geneva, Suíça         | Saibro   | Yuri Schukin          | 6–2, 6–1        |
| 6. | 1 Setembro 2008  | Düsseldorf, Alemanha  | Saibro   | Andreas Beck          | 6–0, 6–3        |
| 7. | 22 Setembro 2008 | Grenoble, França      | Duro (I) | Alexandre Sidorenko   | 6–4, 6–3        |
| 8. | 1 Março 2009     | Besançon, France      | Duro (I) | Andreas Beck          | 6–2, 6–7, 6–3   |
| 9. | 12 Julho 2009    | Scheveningen, Holanda | Saibro   | Albert Montañes       | 4-2 ret         |

#### Vice-Campeonatos
| N. | Data             | Torneio             | Piso   | Oponente na Final | Placar da Final |
| 1. | 30 Dezembro 2002 | Adelaide, Australia | Duro   | Nikolay Davydenko | 6–2, 7–6(3)     |
| 2. | 1 Maio 2006      | Munique, Alemanha   | Saibro | Olivier Rochus    | 6–4, 6–2        |

## Ligações Externas
Perfil na ATP (em inglês)